# أوبسيرفادور
أوبسيرفادور (بالبرتغالية: observador) هي صحيفة برتغالية على الإنترنت بدأت في ١٩ مايو ٢٠١٤، وهي أيضًا الصحيفة الوحيدة الناطقة باللغة البرتغالية في البرتغال والتي لها توجه سياسي محدد (ليبرالية يمينية) 

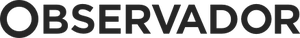
شعار الصحيفة

تعتبر أوبسيرفادور صحيفة رقمية فقط، ليست لها جرائد ورقية بإستثناء إصدارات الذكرى السنوية وأسلوب الحياة.
تلتزم أوبسيرفادور بنشر وتحديث المعلومات على مدار الساعة طوال أيام الأسبوع.